# Jean-Yves Chalangeas
Jean-Yves Chalangeas, né le 24 février 1967 à Paris, est un acteur, scénariste, réalisateur et producteur délégué français.

## Biographie
Dans les années 1990, Jean-Yves Chalangeas crée le groupe Les Mauvaises Graines qui réalise une série de sketches parodiques diffusée sur Canal+ entre 1995 et 1996.
En 1997, Jean-Yves Chalangeas reçoit le soutien de la Fondation Beaumarchais (SACD) pour son projet de RealityToon qui donne lieu, en 2005, au film Dr Kill & Mr Chance, le 1er RealityToon

## Filmographie

### Acteur
- 1989 : Les Aventures de Franck et Foo-Yang de Jean-Louis Bertuccelli - Cinétévé - FR3
- 1991 : Le Put 320 décembre de Marcel Angosto - Artichaut films[5]
- 1995 - 1996 : Les Mauvaises Graines - Canal+
  - Tribal Pursuit[6]
  - Ces Gars[7]
  - Panzhouse[8]
  - Freddy 7[9]
  - Danger Contrôle[10]
  - Village de Gens[11]
  - Foutrex[12]
  - Revenons à nos moutons[13]
- 2000 : Innocent% de Fred Journet et Bernard Shoukroun[14]
- 2005 : Dr Kill & Mr Chance, le 1er RealityToon de Jean-Yves Chalangeas et Fabrice Mathieu - Be TV

### Réalisateur
- 1994 - 1995 : Les Mauvaises Graines - Canal+
- 2005 : Dr Kill & Mr Chance, le 1er RealityToon - Be TV

### Scénariste
- 1994 - 1995 : Les Mauvaises Graines - Canal+
- 2005 : Dr Kill & Mr Chance, le 1er RealityToon - Be TV

### Producteur délégué
- 1994 - 1995 : Les Mauvaises Graines - Canal+
- 2005 : Dr Kill & Mr Chance, le 1er RealityToon - Be TV

## Distinctions
- Jury Jeunesse Cannes 1985[15]
- Lauréat Fondation Beaumarchais 1997 (SACD)